# سفارة الجزائر لدى البحرين
سفارة الجزائر لدى البحرين هي البعثة الدبلوماسية للجمهورية الجزائرية الديمقراطية الشعبية لدى مملكة البحرين، وتقع بالعاصمة المنامة.